# Pierre Jean Marie Delavay
Padre Pierre Jean Marie Delavay ( 1834-1895) fue un misionero, explorador y botánico francés.
En 1867 fue enviado a China, sirviendo primero en Guangdong, luego en Kunming, Yunnan, donde permanece hasta su deceso.
Fue un ávido recolector de flora, enviando más de 200000 especímenes de herbario a Francia, de donde se identificaron numerosos nuevos géneros y más de 1.500 nuevas especies, muchas descriptas por Adrien René Franchet, en París Museo Nacional de Historia Natural de Francia.

## Honores

### Eponimia
Género
- (Sapindaceae) Delavaya Franch.[1]

Especies, más de 300
- (Acanthaceae) Pararuellia delavayana (Baill.) E.Hossain[2]
- (Asteraceae) Chrysanthemum delavayanum H.Ohashi & Yonek.[3]
- abeto de Delavay Abies delavayi Franch.
- magnolia de Delavay Magnolia delavayi Franch.
- (Salicaceae) Salix delavayana Hand.-Mazz.[4]
- peonía de Delavay Paeonia delavayi Franch.
- (Oleaceae) Ligustrum delavayanum Har.[5]
- Briggsiopsis delavayi (Franch.) K.Y.Pan[6]
- (Rosaceae) Cotoneaster delavayanus G.Klotz[7]
- (Vitaceae) Ampelopsis delavayana Planch. ex Franch.[8]

- La abreviatura «Delavay» se emplea para indicar a Pierre Jean Marie Delavay como autoridad en la descripción y clasificación científica de los vegetales.[9]